# Jay Nixon
Jeremiah Wilson "Jay" Nixon (født 13. februar 1956) er amerikansk politiker fra det Demokratiske parti. Han var den 55. guvernør i den amerikanske delsat Missouri fra 2009 til 2017. Han var medlem af delstatens senat fra 1987 til 1993, hvorefter han blev Missouris justitsminister (Missouri Attorney General) fra 1993 til hans valgsejr i 2008. Nixon tiltrådte som guvernør 12. januar 2009 hvor han afløste Matt Blunt.
Nixon studerede statskundskab og jura på University of Missouri i Columbia.
Han er gift og har 2 børn.